# إيدل (غرب يوركشير)
آيدل (بالإنجليزية: Idle) هي منطقة سكنية ضاحية تقع في مدينة برادفورد بمقاطعة ويست يوركشير، في الجزء الشمالي الشرقي من المدينة، في شمال إنجلترا.
تقع آيدل (Idle) على بُعد نحو 5 أميال (8 كيلومترات) إلى الشمال من مركز مدينة برادفورد، وعلى مسافة 2.5 ميل (4 كيلومترات) شرق بلدة شيبلي (Shipley). يحدّها بشكل غير رسمي عدد من المناطق المجاورة مثل: إكليسهيل (Eccleshill)، وروز (Wrose)، وثاكلي (Thackley)، وأبرلي بريدج (Apperley Bridge)، وغرينغيتس (Greengates). كما تُشكّل ضفاف نهر آير (River Aire) وقناة ليدز-ليفربول (Leeds–Liverpool Canal) حدودها الشمالية الطبيعية. ووفقًا لتعداد عام 2021، بلغ عدد سكان منطقة آيدل وثاكلي (Idle & Thackley) حوالي 17,290 نسمة.
يُمكن إرجاع أصل اسم "آيدل" (Idle) إلى الكلمة الإنجليزية القديمة "Idel"، والتي تعني "المساحة الفارغة" أو "الخالية". وتنتشر رواية أسطورية تفترض أن أصل الاسم يعود إلى "Idlawe" أو "تلة إيد" (Ide’s Hill)، في إشارة إلى مستوطن أنغلوساكسوني يُدعى "إيد" (Ide)، لكن هذا التفسير لا يحظى بقبول واسع بين المؤرخين، نظرًا لغياب الأدلة التاريخية التي تثبت صحته.
تشير بيانات تعداد عام 2021 إلى أن النشاط الاقتصادي في منطقة آيدل (Idle) يتركّز في عدد من القطاعات الأساسية، أبرزها: قطاع البيع بالتجزئة والجملة بنسبة 14.5%، قطاع الصحة البشرية والرعاية الاجتماعية بنسبة 14.5% أيضًا، وقطاع التعليم بنسبة 11.6% من السكان العاملين في المنطقة. تعكس هذه الأرقام البنية الاقتصادية المتركزة على الخدمات، وهو ما يتماشى مع الطابع السكني وشبه الحضري للمنطقة.
من الناحية التاريخية، شهدت قرية آيدل (Idle) قدرًا من النجاح الاقتصادي والنمو السكاني الكبير خلال القرن التاسع عشر، وذلك نتيجة للتطورات التي رافقت عصر التصنيع، والتي أثّرت بشكل مباشر على ازدهار صناعة النسيج في مدينة برادفورد آنذاك. وقد امتد هذا الازدهار إلى قرية آيدل، حيث كانت صناعة النسيج مزدهرة بدورها، ولا تزال بقايا الطواحين والمصانع القديمة قائمة حتى اليوم كشواهد على تلك الحقبة الصناعية. كما اشتهرت القرية أيضًا بـ صناعة استخراج الحجارة (المقالع)، وخاصة على امتداد هضبة آيدل مور (Idle Moor)، وهي منطقة من الأراضي المرتفعة التي تُشكّل الموقع الجغرافي الحديث لمنطقة آيدل اليوم.

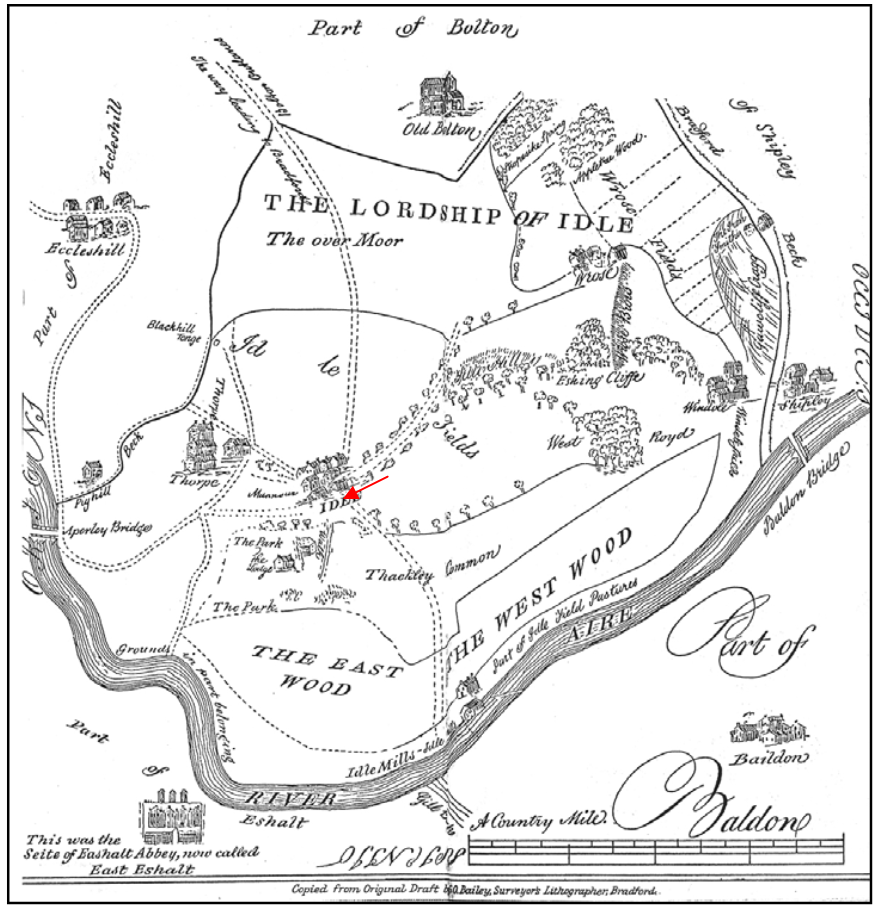
خريطة موضحة لسيادة إيدل، 1584.

## روابط خارجية
- رؤى بريطانيا